# Benjamin Lee
Benjamin Lee (født 15. april 1989) er en dansk professionel fodboldspiller, hvis primære position på banen er på fløjen.

## Spillerkarriere
Lee spillede i Husum Boldklub indtil han blev 1 års junior, hvorpå han skiftede til Akademisk Boldklubs ungdomsafdeling. Det første halve år efter klubskiftet spillede Lee på Gladsaxe-klubbens 2. juniorhold før han i sommerpausen blev rykket op på holdet i Junior Ligaen.
Den offensive spiller debuterede på seniorplan som 18-årig på Akademisk Boldklubs bedste mandskab i forbindelse med 1. divisionskampen mod Skive IK på Skive Stadion den 23. september 2007, da Lee blev skiftet ind i det 79. minut i stedet for Martin Heinze. Udebanekampen endte med en sejr med cifrene 2-1 til akademikerne, der havde hentet den daværende ynglingespiller op for at træne sammen med førsteholdstruppen 2 uger forinden og havde gjort det godt nok til at trænerteamet besluttede at inkludere ham med i 16 mandstruppen, der tog til Jylland. Angriberen fortsatte med optræde på klubbens ynglingehold et stykke tid og blev første rykket permanent op til førsteholdstruppen fra ynglingetruppen af akademikernes cheftræner Flemming Christensen efter afslutningen på efterårsæsonen 2007, hvor Lee havde deltag et i seks divisionskampe (alle som indskifter). Benjamin har efterfølgende spillet en sæson for young lions i den bedste singaporanske liga, hvor han har med gode præstationer fået flere henvendelser for andre topklubber i Asian, men trods de mange henvendelser, valgt Benjamin at vende snuden mod Danmark igen, hvor han i dag tørner ud for Vanløse IF. 

## Ekstern kilde/henvisning
- Benjamin Lees spillerprofil på Transfermarkt (engelsk)
- Benjamin Lees profil hos FootballDatabase.eu (engelsk)
- Benjamin Lees spillerprofil på Soccerway (engelsk)
- Benjamin Lees profil på Eliteprospects.com (engelsk)
- http://www.bkfrem.dk/default.asp?id=19&spillerid=487 Arkiveret 26. august 2018 hos  Wayback Machine